# アル・プラザ

アル・プラザのロゴ

アル・プラザ（アルファベット表記：AL.PLAZA）は、滋賀県を中心に平和堂が展開する総合スーパー及びショッピングセンターのブランド。愛称としてアルプラが一般的に使用される。

## 店舗

### 近畿地方

#### 滋賀県
- アル・プラザ彦根（彦根市）
  - 1979年に「アルプラザ」ブランドの第1号店としてオープン。開店当時、従来店舗の売場構成が食料品・生活衣料主体だったのに対し、専門店・生活雑貨・玩具・レストラン街など百貨店的な構成となったことや別棟立体駐車場の採用などで盛況であった。また本店（彦根銀座店）が商店街内に存在したのに対して、彦根駅西口という好立地への出店だったことから、地元商店街との商圏競合も問題となった。彦根市役所が耐震補強改修のため[2]、2021年4月末まで3、4階を仮庁舎として使用されていた。
- アル・プラザ長浜（長浜市）
- アル・プラザ八日市（東近江市、ショッピングプラザアピア内）
  - 開店当初は平和堂八日市店（第5号店）。1994年に八日市駅前再開発事業による移転建て替えとともにアル・プラザに変更。旧八日市店の建物は平和堂子会社のアミューズメント施設ラピュタとなっていたがその後閉店し、2012年に解体された。
- アル・プラザ近江八幡（近江八幡市、旧ダイエー近江八幡店の再利用）
- アル・プラザ野洲（野洲市）
  - 2000年に平和堂野洲店（旧名：平和堂フレンド店）の移転新築。
- アル・プラザ水口（甲賀市）
- アル・プラザ栗東（栗東市、旧栗東サティの再利用）
- アル・プラザ守山（守山市、モリーブ内）
- アル・プラザ草津（草津市、エイスクエア内）
- アル・プラザ瀬田（大津市）
- アル・プラザ堅田（大津市）
  - 開店当初は平和堂堅田店だった。2008年に建て替えとともにアル・プラザに変更。

#### 京都府
- アル・プラザ醍醐（京都市伏見区、パセオ・ダイゴロー内）
- アル・プラザ宇治東（宇治市）
- アル・プラザ城陽（城陽市）
- アル・プラザ京田辺（京田辺市）
- アル・プラザ木津（木津川市）
- アル・プラザ亀岡（亀岡市）

#### 大阪府
- アル・プラザ高槻（高槻市、アクトアモーレ内）
- アル・プラザ茨木（茨木市）
- アル・プラザ枚方（枚方市）
- アル・プラザ香里園（寝屋川市）

#### 兵庫県
- アル・プラザつかしん（尼崎市、グンゼタウンセンター つかしん内）
  - アル・プラザのみならず、平和堂全体でも兵庫県における第1号店となる。
- アル・プラザあまがさき（尼崎市、あまがさきキューズモール内）

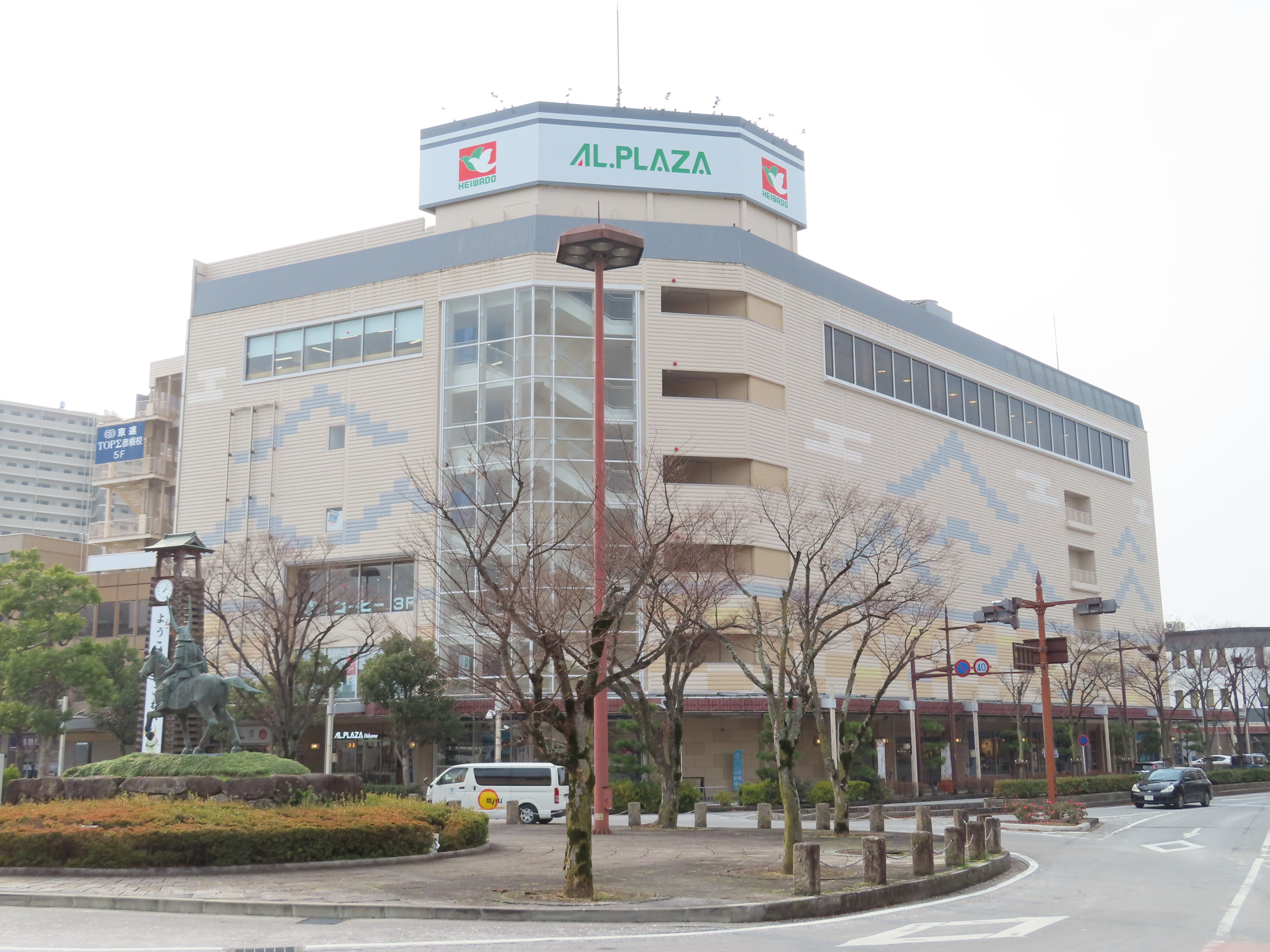
アル・プラザ彦根（滋賀県彦根市）
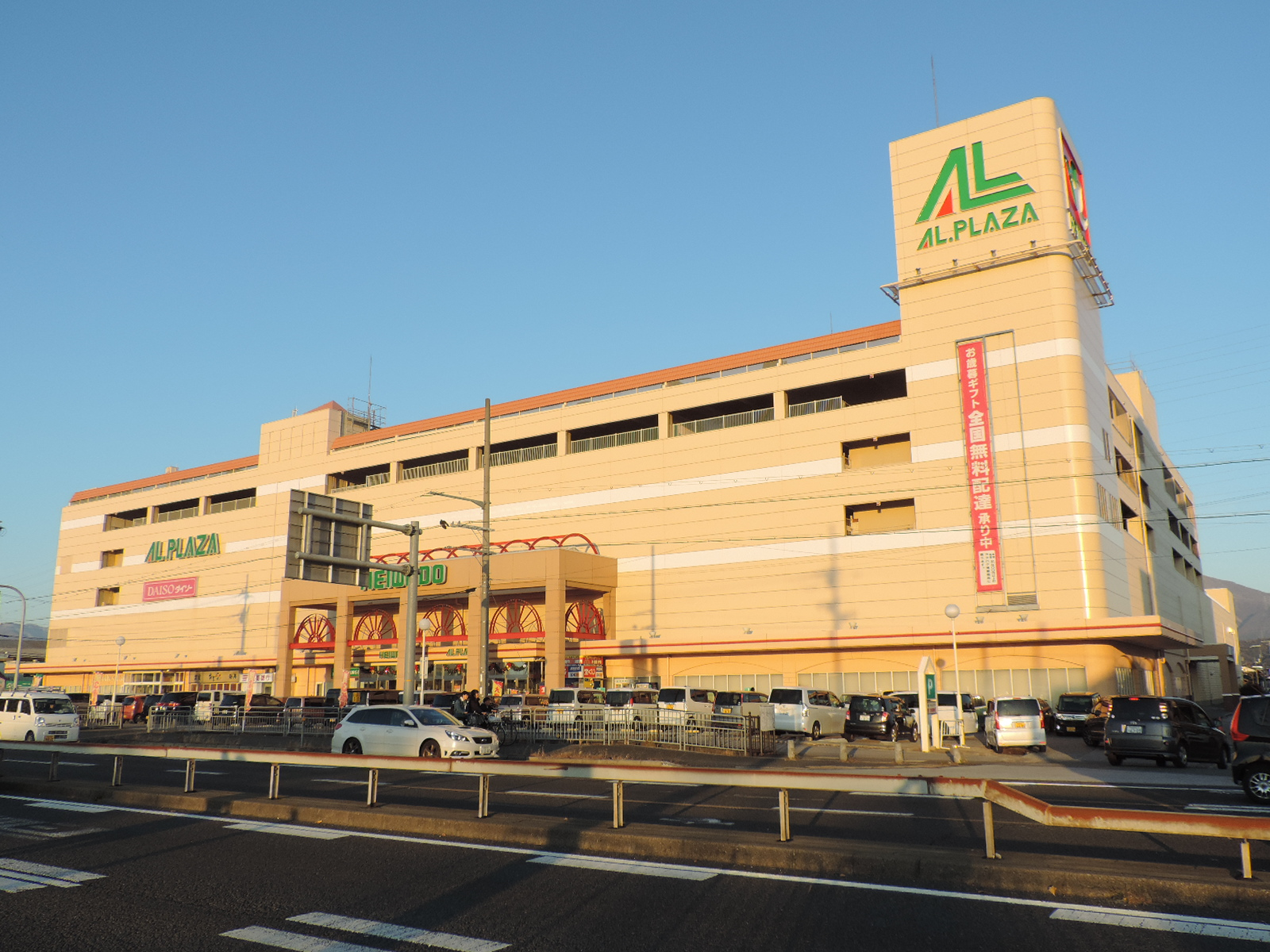
アル・プラザ長浜（滋賀県長浜市）
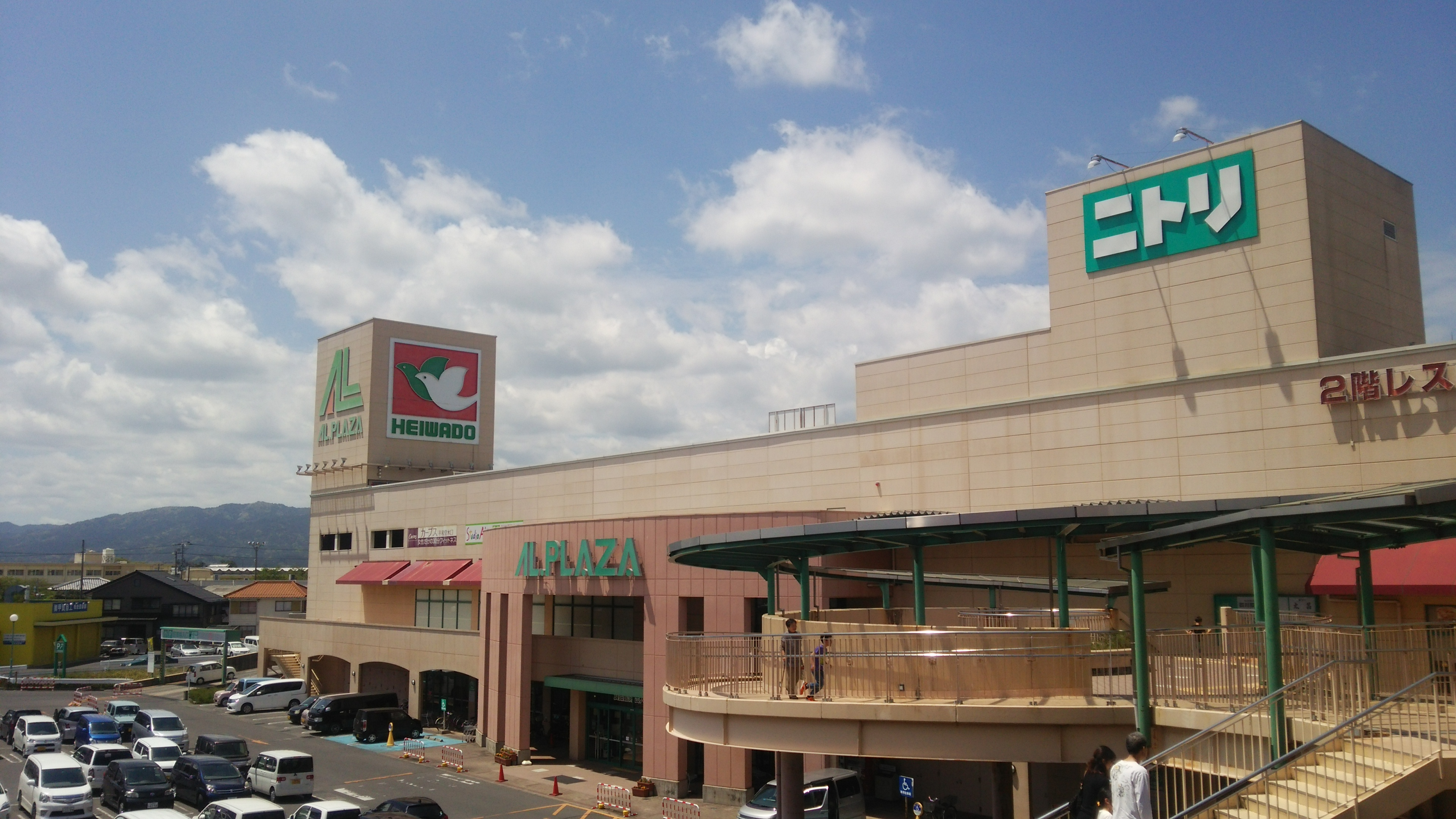
アル・プラザ水口（滋賀県甲賀市）
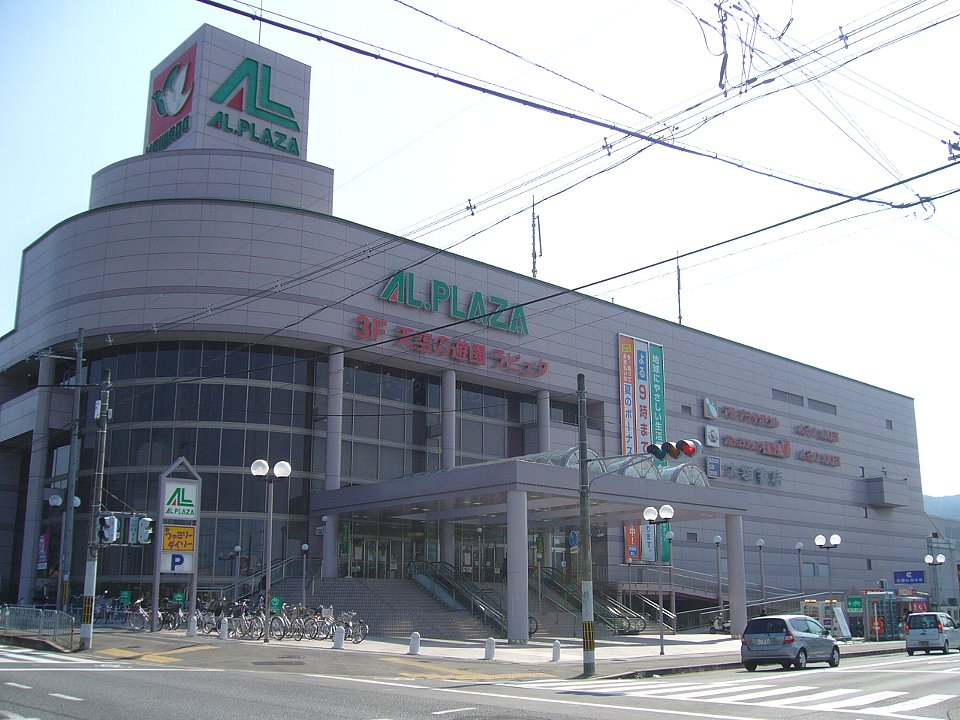
アル・プラザ亀岡（京都府亀岡市）
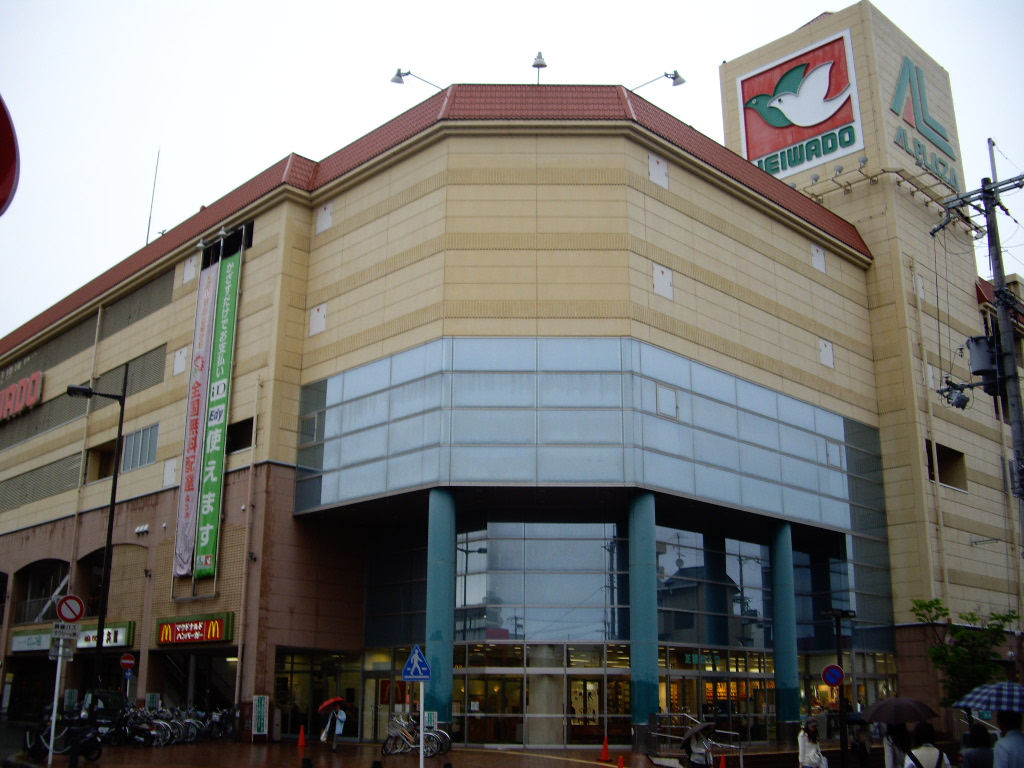
アル・プラザ京田辺（京都府京田辺市）
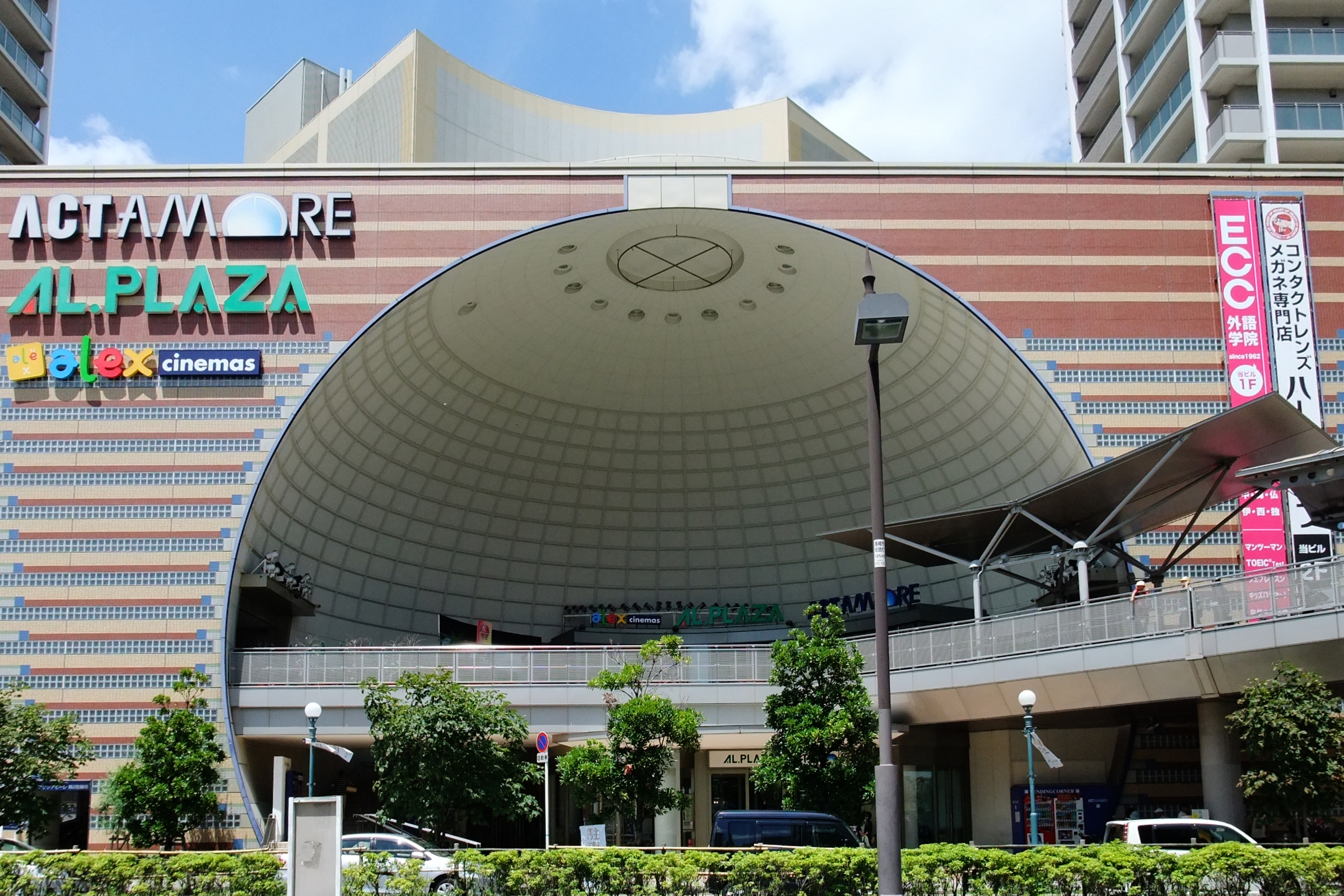
アル・プラザ高槻（大阪府高槻市）
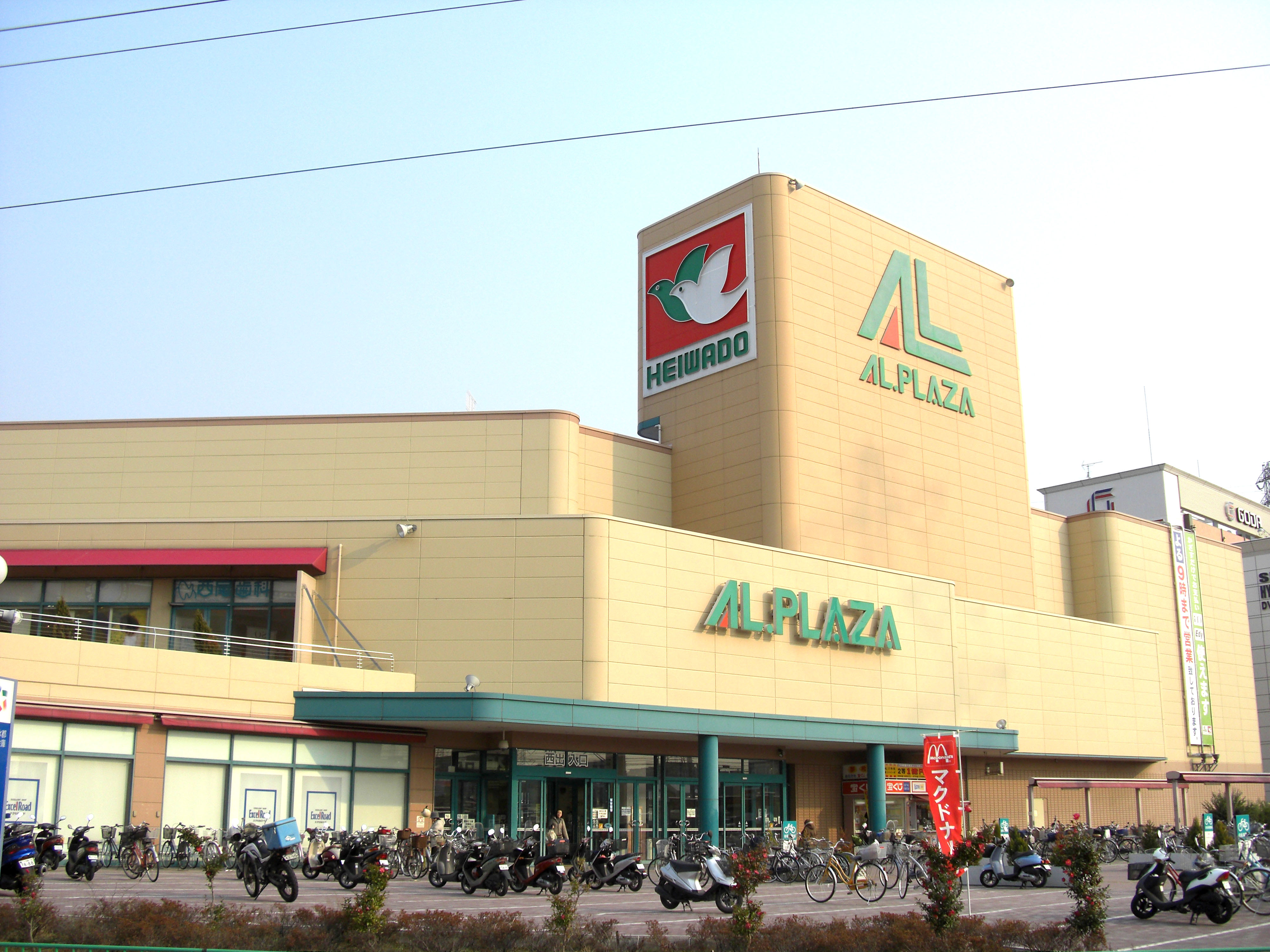
アル・プラザ茨木（大阪府茨木市）
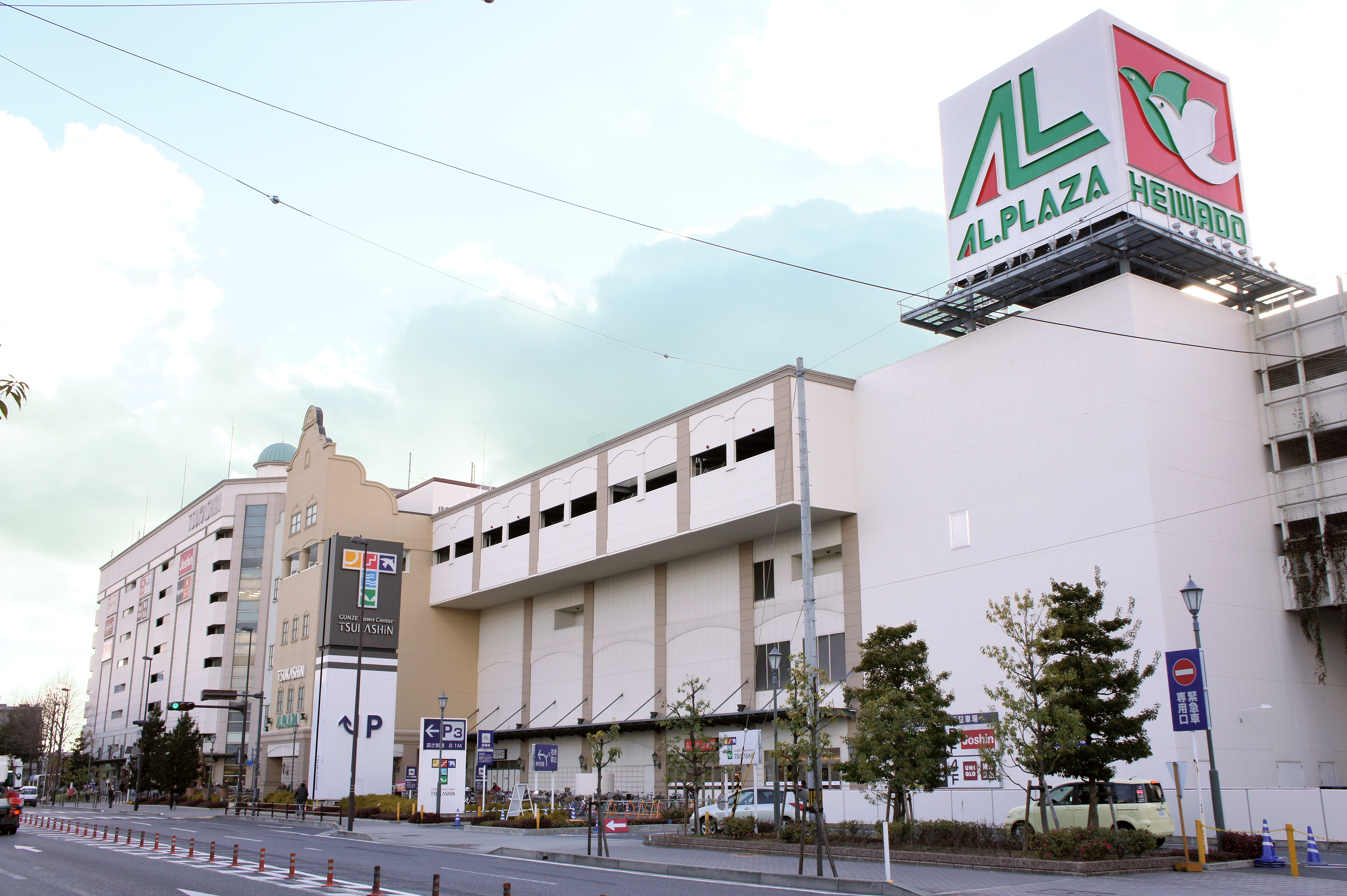
アル・プラザつかしん（兵庫県尼崎市）
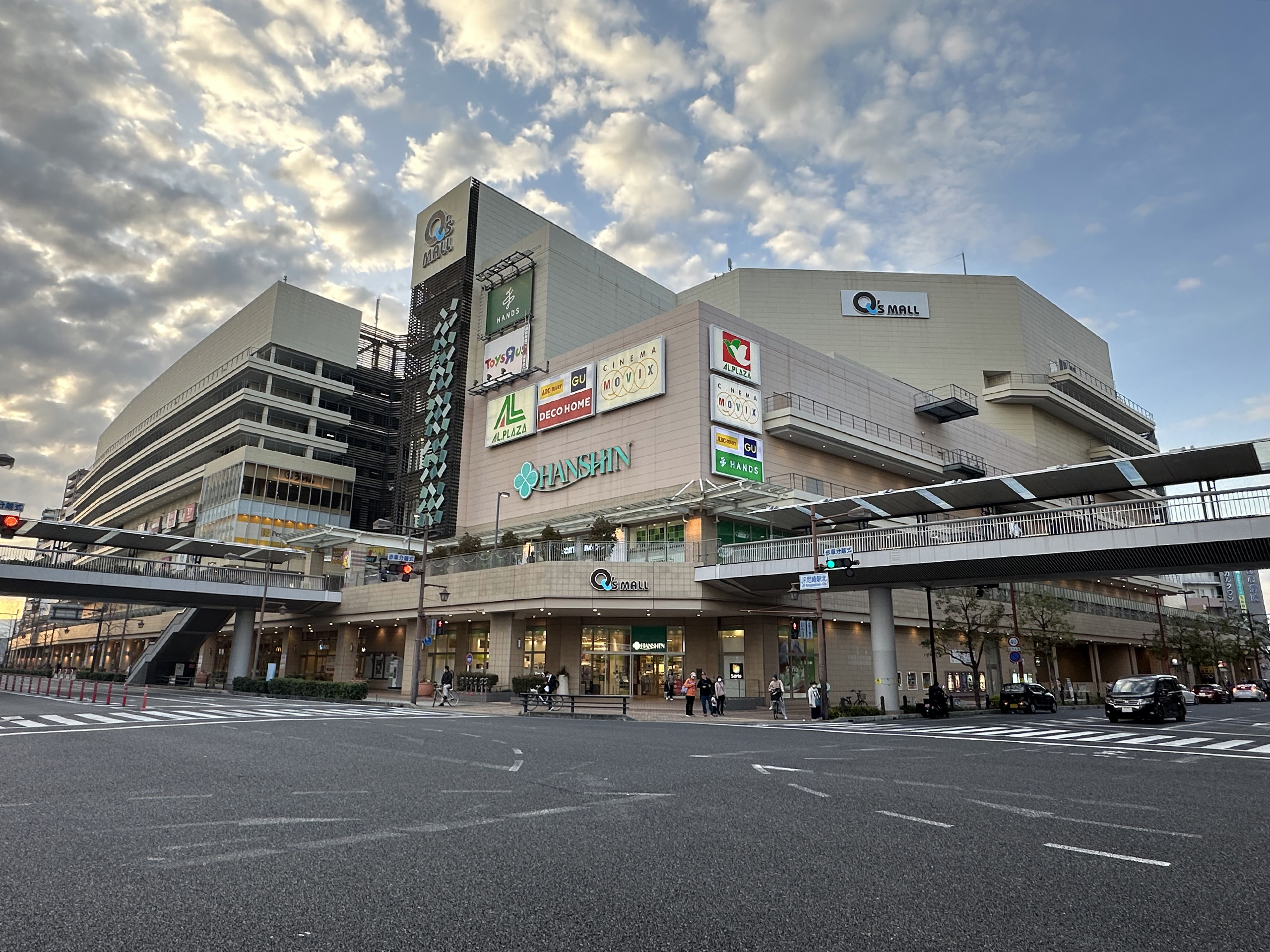
アル・プラザあまがさき（兵庫県尼崎市）
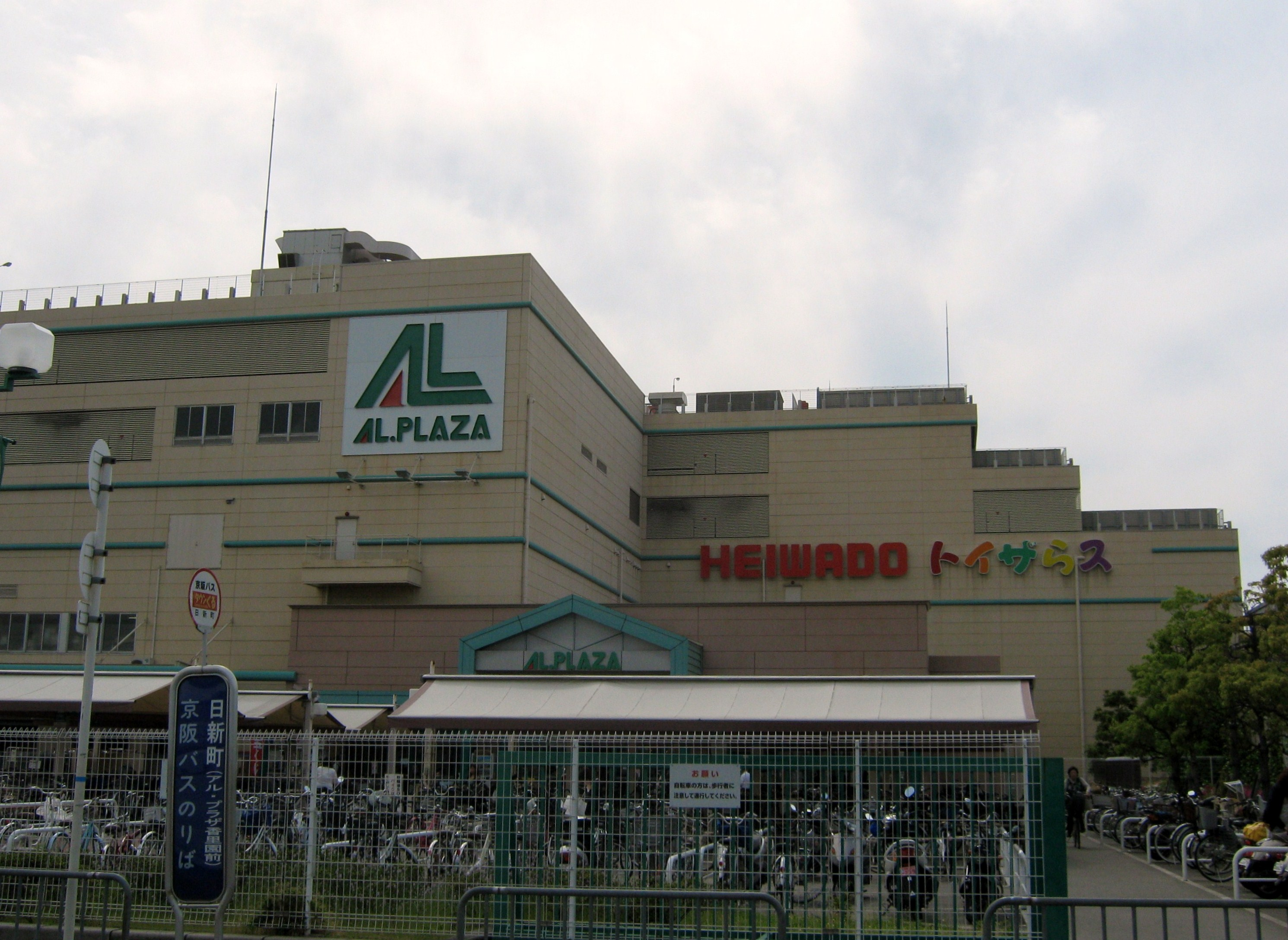
アル・プラザ香里園（大阪府寝屋川市）

### 中部地方

#### 福井県
- アル・プラザ敦賀（敦賀市）
  - 1973年の開店当初は平和堂敦賀店（第8号店）だった。滋賀県外初出店の店舗。2000年に建て替えとともにアル・プラザに変更。
- アル・プラザ武生（越前市）
  - 1973年の開店当初は平和堂武生店（第9号店）だった。2000年に建て替えとともにアル・プラザに変更。
- アル・プラザ鯖江（鯖江市）
  - 1996年オープン。かつて同市本町2丁目に平和堂鯖江店（1975年オープン、2000年閉店）があった。
- アル・プラザアミ（坂井市）
  - 1987年の開店当初は平和堂アミ店。1999年に増床改装とともにアル・プラザに変更。
- アル・プラザベル（福井市）（ショッピングシティベル内）
  - 1980年の開店当初は平和堂ベル店。1993年に一度改装し、2005年に2度目の改装とともにアル・プラザに変更。

#### 石川県
- アル・プラザ加賀（アビオシティ加賀）（加賀市）
- アル・プラザ小松（小松市）
- アル・プラザ金沢（金沢市）
- アル・プラザ鹿島（鹿島郡中能登町）
- アル・プラザ津幡（河北郡津幡町）
- アルプラフーズマーケット大河端（おこばた）（金沢市）
  - アル・プラザの愛称である「アルプラ」を使用した[1]スーパーマーケット。2015年にオープン。食品スーパーマーケットでは石川県初出店で、石川県では13年ぶりの出店となる[1]。

#### 富山県
- アル・プラザ富山（富山市、フューチャーシティ・ファボーレ内）
- アル・プラザ小杉（射水市）

#### 岐阜県
- アル・プラザ鶴見（大垣市）
  - 旧鶴見店は2006年1月まで旧タマコシ鶴見SC〔ショッピングセンター〕（通称ツルタマ）の建物を使って営業していたが、2006年11月に建て替えてオープン。隣接のヤナゲンストアー（スーパーバリューハッピー）鶴見店はアルプラザ開店と同時に閉店、建物は解体されて現在は大垣中日ハウジングセンター。

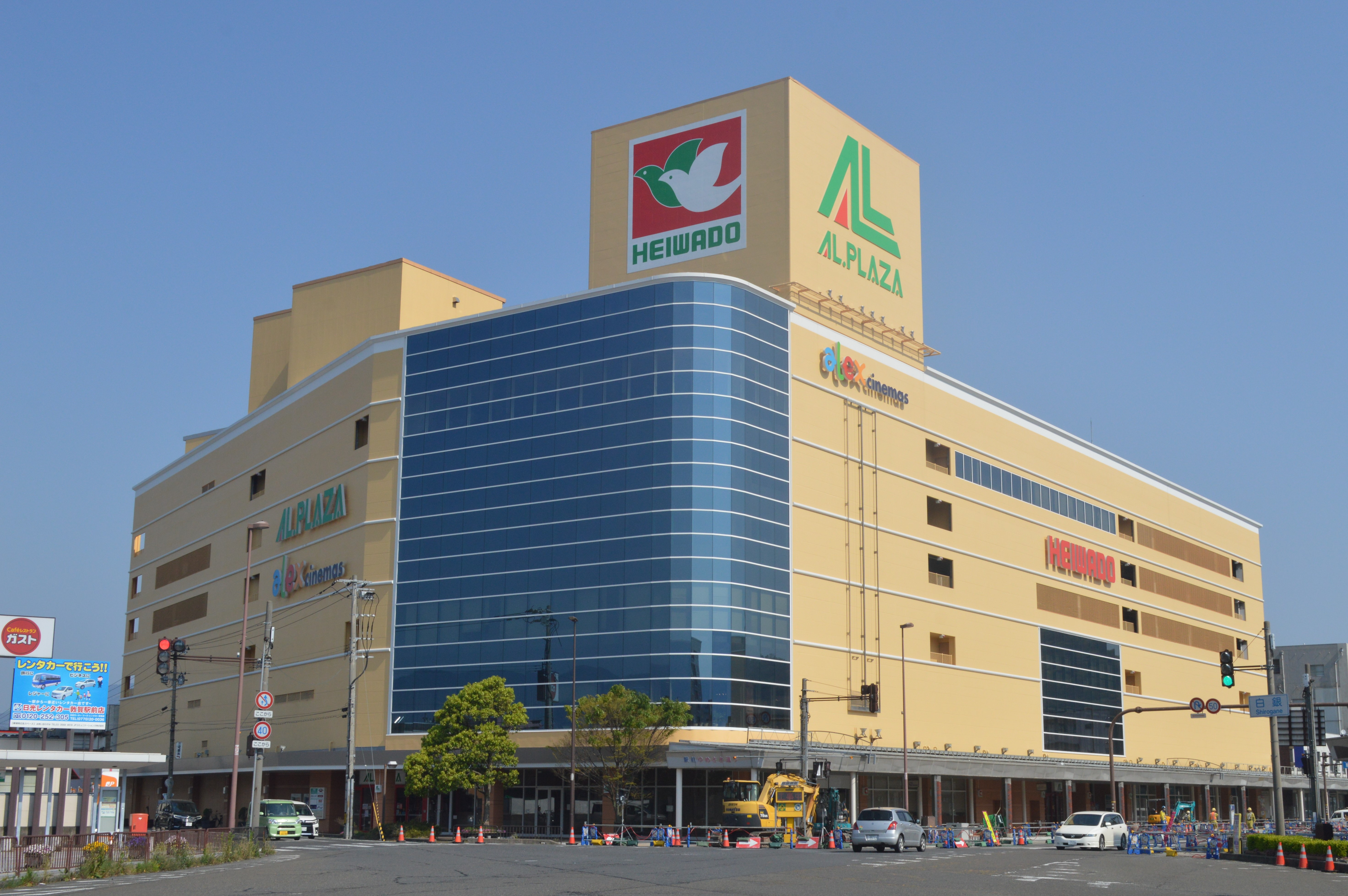
アル・プラザ敦賀（福井県敦賀市）
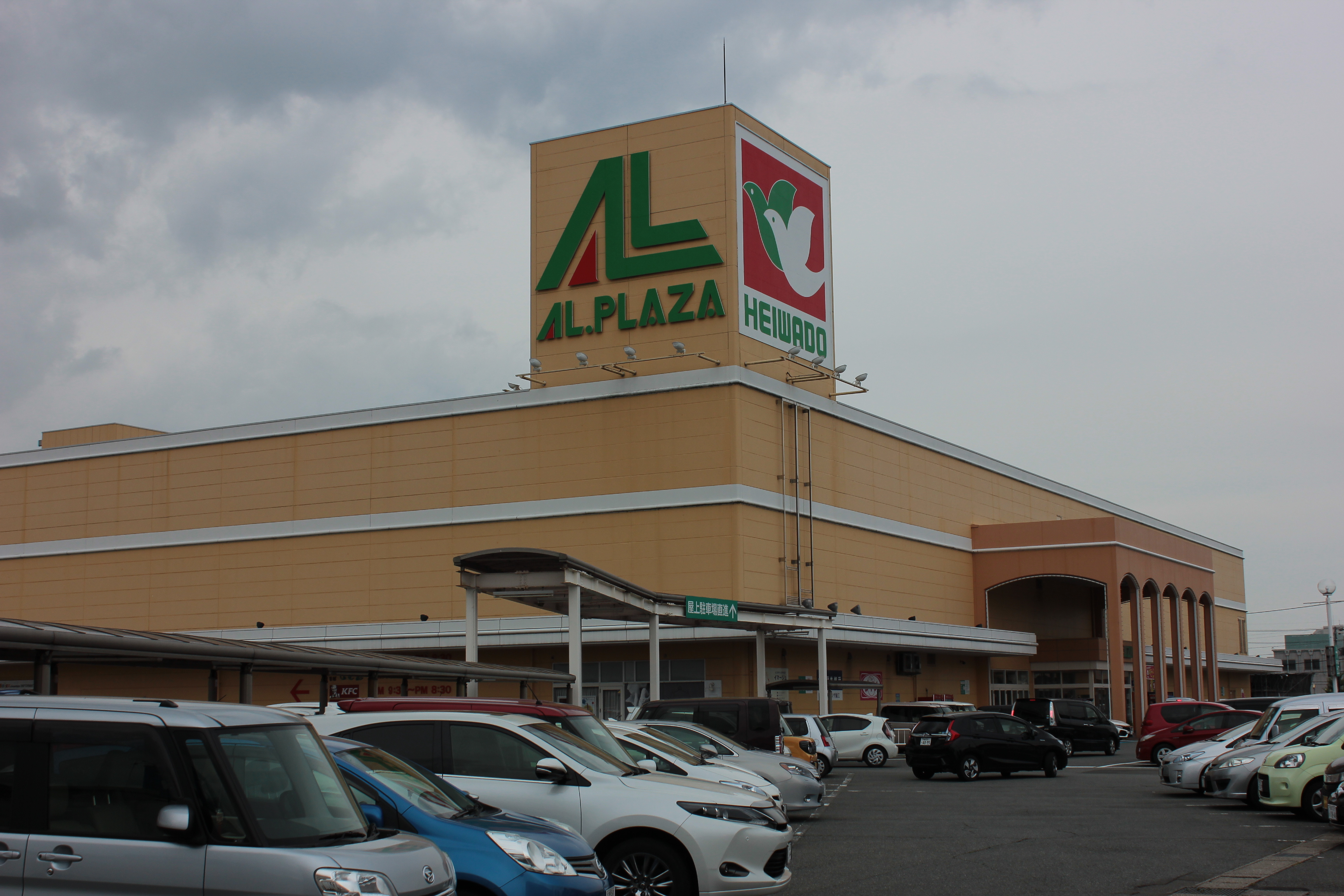
アル・プラザ鯖江（福井県鯖江市）
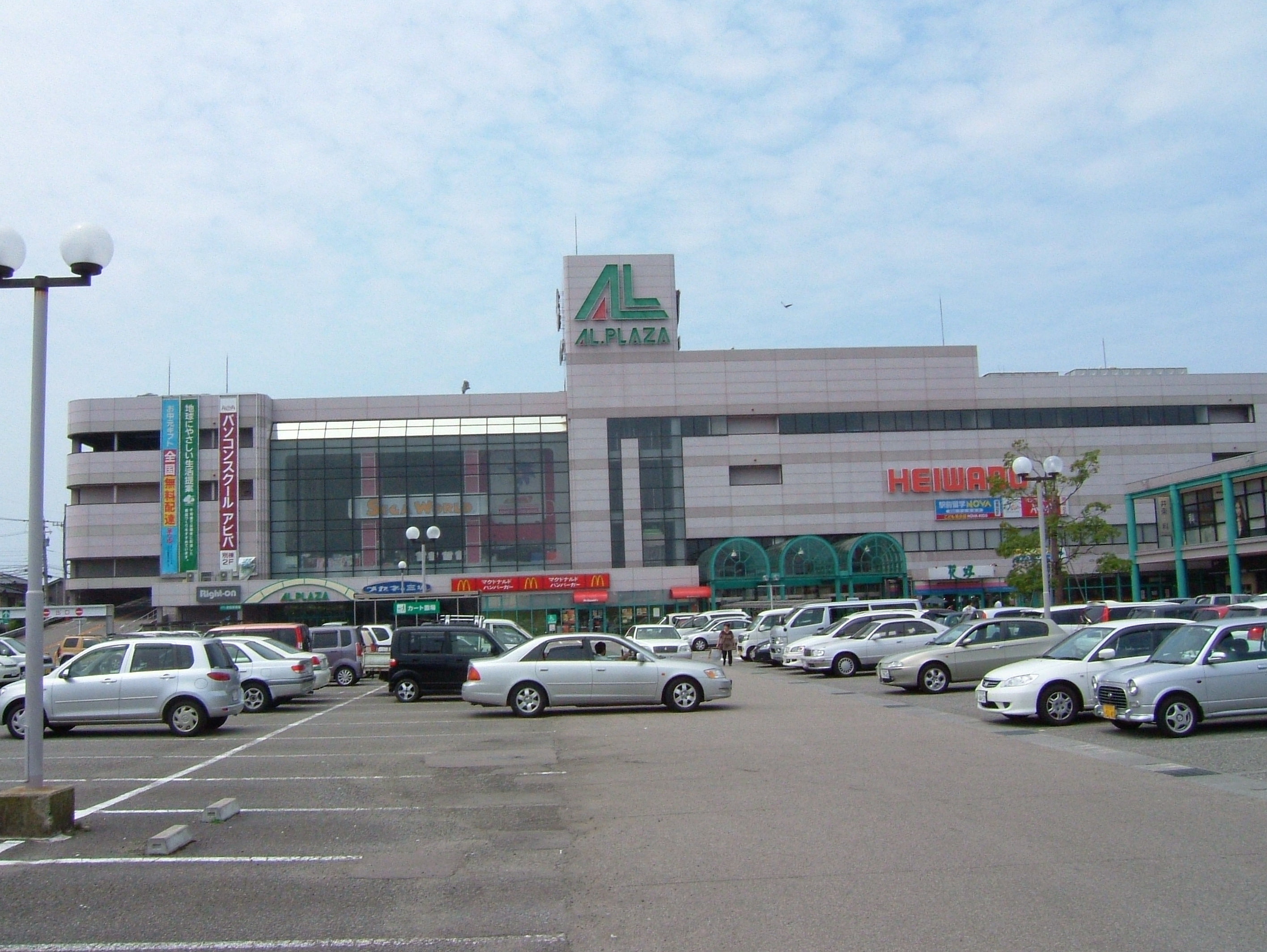
アル・プラザ金沢（石川県金沢市）
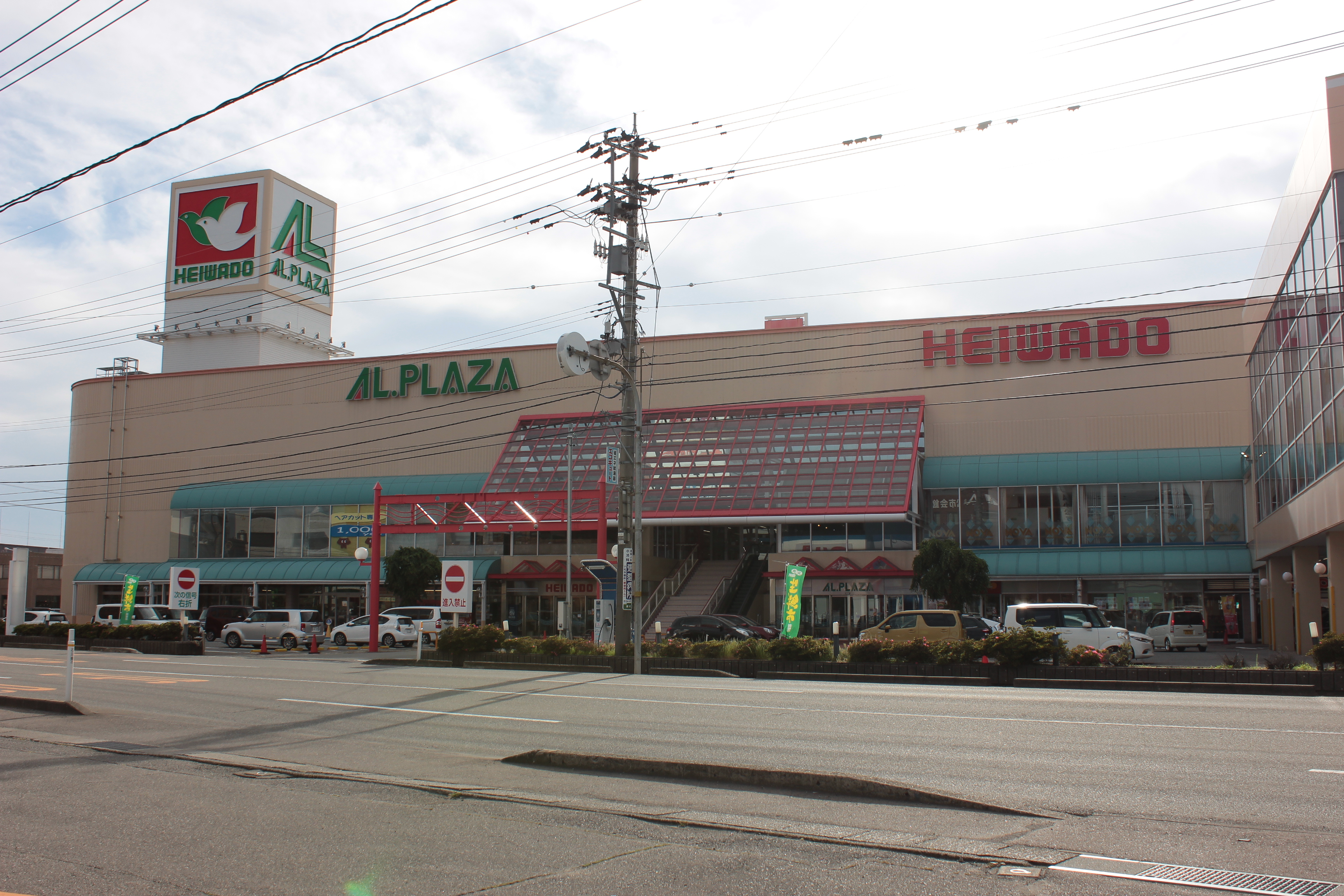
アル・プラザ小松（石川県小松市）
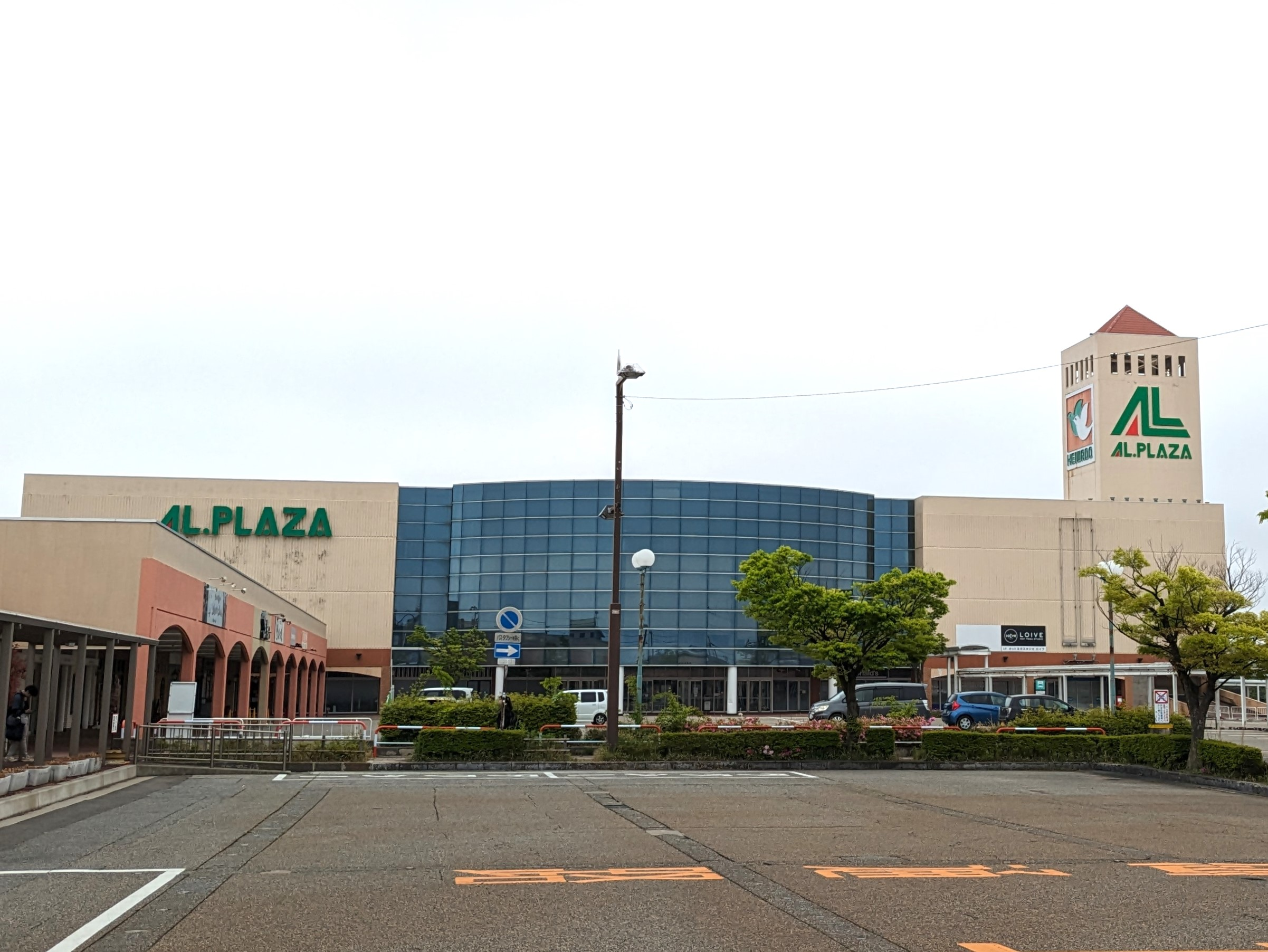
アル・プラザ小杉（富山県射水市）

### 閉店した店舗
- アル・プラザ大津（滋賀県大津市）
  - かつてJR大津駅前に所在していた。1974年の開店当初は平和堂大津店[3]（第10号店）だったが、1986年にファッション品を主力とした「ESTA（エスタ）」に改称。1994年には食料品も強化して県下5番目のアル・プラザに再改称[3]。駅前にあるスーパーとして長年市民に親しまれたが、店舗建物の老朽化や郊外型ショッピングモールの競争激化などで2013年、売場を地階から2階までの営業に縮小、2016年6月20日にすべての営業を終了・閉店[4]。跡地は大和ハウス工業・オリックス不動産・南海電気鉄道・南海不動産の4者に売却し解体。2017年に大和ハウス工業が主体となってタワーマンションを建設[5]。タワーマンションの1階部分にフレンドマート大津駅前店として2019年10月26日にオープンした。
- アル・プラザ小牧（愛知県小牧市）
  - 旧イトーヨーカドー小牧店。名鉄小牧駅前の小牧ラピオ1〜3階に出店。愛知県下の平和堂では唯一のアルプラザだったが2018年（平成30年）1月20日に閉店。2月9日に「Mikawaya」が1階部分に出店。

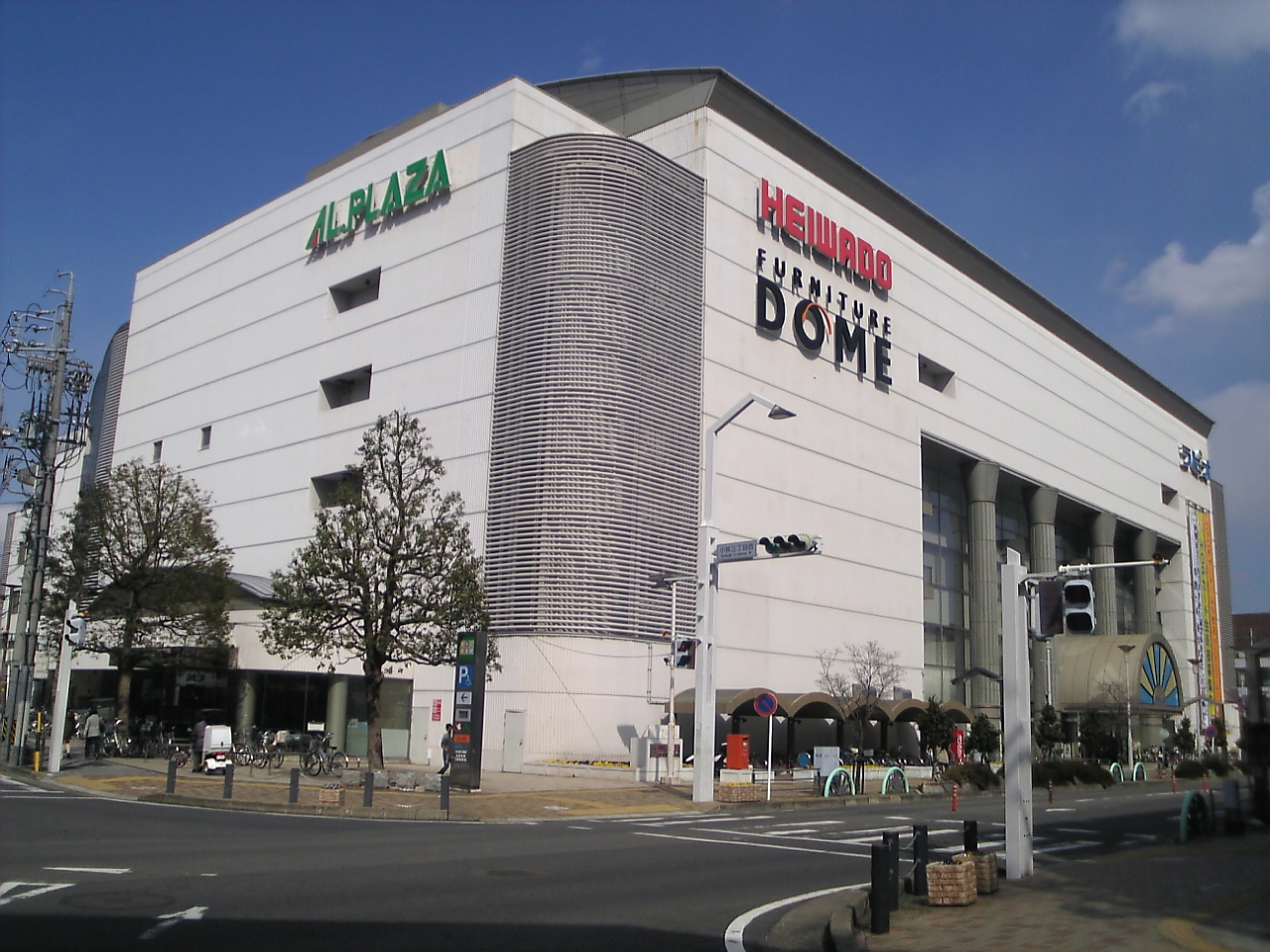
アル・プラザ小牧（愛知県小牧市）